# Любительский кубок Украины по футболу 2009
Кубок Украины по футболу 2009 среди любительских команд (укр. Кубок України з футболу 2009 серед аматорських команд) — 13-й розыгрыш Кубка Украины под эгидой АЛФУ. Проводился с 12 августа по 25 октября 2009 года. Турнир завершился победой команды «Карпаты» (Яремче), которая получила право выступать в сезоне 2010/2011 в розыгрыше Кубка Украины.

## Участники
В Кубке приняли участие 22 любительских команды из 16 областей Украины.
| - «Бастион-2» (Ильичёвск, Одесская область) - «Бриз» (Измаил, Одесская область) - ФК «Вишнёвое» (Вишнёвое, Киевская область) - ФК «Вороновка» (Вороновка, Николаевская область) - «Еднисть-2» (с. Плиски, Черниговская область) - «Звягель-750» (Новоград-Волынский, Житомирская область) - «Зенит» (Боярка, Киевская область) - «Карпаты» (Каменка-Бугская, Львовская область) - «Карпаты» (Яремче, Ивано-Франковская область) - «Краснодонуголь» (Краснодон, Луганская область) - «Локомотив» (Купянск, Харьковская область) | - «ОДЕК» (Оржев, Ровненская область) - «Олимпик» (Кировоград) - «Полесье» (пгт Добрянка, Черниговская область) - ФК «Поляна» (Поляна, Закарпатская область) - ФК «Попасна» (Попасная, Луганская область) - «Проскуров» (Хмельницкий) - «Товтры» (Козлов, Тернопольская область) - «УкрАгроКом» (Головковка, Кировоградская область) - «Химмаш» (Коростень, Житомирская область) - «Ходак» (Черкассы) - «Шахтёр» (Нововолынск, Волынская область) |

## Предварительный этап
Матчи первого предварительного этапа состоялись 12 и 19 августа 2009 года.
| Команда 1               | Команда 2                        | 1-й матч | 2-й матч       |
| ----------------------- | -------------------------------- | -------- | -------------- |
| «Товтры» Козлив         | ФК «Поляна»                      | 1:1      | 0:3            |
| «Шахтёр» Нововолынск    | «Звягель-750» Новоград-Волынский | 0:2      | 2:5            |
| «Проскуров» Хмельницкий | «Химмаш» Коростень               | 1:1      | 0:2            |
| «Олимпик» Кировоград    | «Ходак» Черкассы                 | 0:1      | 0:5            |
| «Зенит» Боярка          | «Бриз» Измаил                    | 0:3      | 0:3            |
| «УкрАгроКом» Головковка | ФК «Вороновка»                   | 1:1      | 1:1 3:2 (пен.) |
| «Локомотив» Купянск     | ФК «Попасна»                     | 1:0      | 0:3            |

## 1/8 финала
Матчи 1/8 финала розыгрыша кубка Украины состоялись 26 августа и 2 сентября 2009 года.
| Команда 1                        | Команда 2          | 1-й матч | 2-й матч |
| -------------------------------- | ------------------ | -------- | -------- |
| «Карпаты» Каменка-Бугская        | «Карпаты» Яремче   | 3:3      | 0:1      |
| «ОДЕК» Оржив                     | ФК «Поляна»        | 1:2      | 0:1      |
| «Звягель-750» Новоград-Волынский | «Полесье» Добрянка | 1:4      | 1:2      |
| «Еднисть-2» Плиски               | «Химмаш» Коростень | 3:3      | 0:1      |
| «Бастион-2» Ильичёвск            | «Бриз» Измаил      | 6:0      | 3:0      |
| «УкрАгроКом» Головковка          | ФК «Вишнёвое»      | 3:2      | 2:1      |
| «Краснодонуголь» Краснодон       | ФК «Попасна»       | 2:1      | 1:0      |

## 1/4 финала
Матчи 1/4 финала розыгрыша кубка Украины состоялись 9 сентября и 23 сентября 2009 года.
| Команда 1               | Команда 2                  | 1-й матч | 2-й матч |
| ----------------------- | -------------------------- | -------- | -------- |
| «Карпаты» Яремче        | ФК «Поляна»                | 4:1      | 0:2      |
| «Полесье» Добрянка      | «Химмаш» Коростень         | 5:1      | 1:0      |
| «Ходак» Черкассы        | «Бастион-2» Ильичёвск      | 2:0      | 3:2      |
| «УкрАгроКом» Головковка | «Краснодонуголь» Краснодон | 3:1      | 2:2      |

## 1/2 финала
Матчи 1/2 финала розыгрыша кубка Украины состоялись 3 — 4 октября и 10 — 11 октября 2009 года.
| Команда 1        | Команда 2               | 1-й матч | 2-й матч |
| ---------------- | ----------------------- | -------- | -------- |
| «Карпаты» Яремче | «Полесье» Добрянка      | 3:2      | 1:1      |
| «Ходак» Черкассы | «УкрАгроКом» Головковка | 4:0      | 2:1      |

## Финал
Финальные матчи розыгрыша кубка Украины состоялись 17 октября и 25 октября 2009 года.
| «Ходак» Черкассы             | 2 : 0   | «Карпаты» Яремче |
| ---------------------------- | ------- | ---------------- |
| Грищенко 7′ пен. · Гопка 67′ | (отчёт) |                  |

| «Карпаты» Яремче                                  | 3 : 0   | «Ходак» Черкассы |
| ------------------------------------------------- | ------- | ---------------- |
| Р. Ципердюк 6′ · Украинец 85′ · Р. Ципердюк 90+3′ | (отчёт) |                  |

| Обладатель Кубка Украины среди любителей 2009 |
| --------------------------------------------- |
| «Карпаты» Яремче Впервые                      |